# Chromodoris willani
Chromodoris willani Rudman, 1982 è un mollusco nudibranchio della famiglia Chromodorididae.

## Descrizione

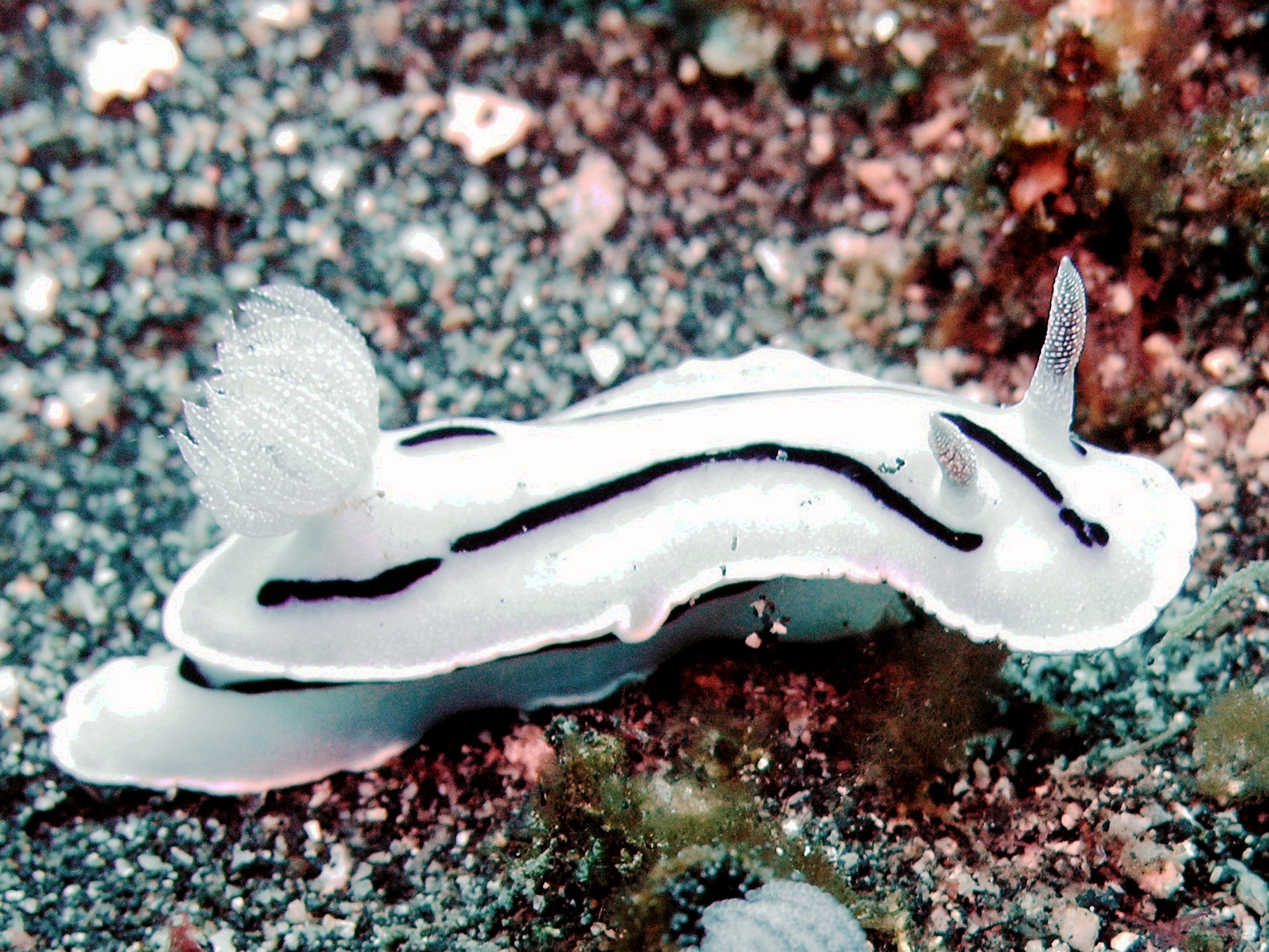
C. willani, colorazione bianca.

Corpo da bianco-azzurro a blu acceso, strisce nere lungo il corpo, mantello con bordo bianco. La caratteristica più saliente è la presenza di piccoli punti bianchi traslucidi sui rinofori e sulle branchie, entrambi di colore bianco-azzurro o beige. Fino a circa 3 centimetri.

## Distribuzione e habitat
Oceano Pacifico occidentale, fino a oltre 60 metri di profondità.